# Orry-la-Ville
Orry-la-Ville is een gemeente in Frankrijk 33 km ten noordnoordoosten van het centrum van Parijs. 
Er bevindt zich een Nederlandse erebegraafplaats in Orry-la-Ville. De erebegraafplaats is er voor 114 Nederlandse burgers en militairen, die in de Tweede Wereldoorlog in Frankrijk zijn omgekomen. Jaarlijks wordt op 4 mei een herdenkingsplechtigheid gehouden waarbij Nederlandse en Franse autoriteiten een krans leggen. De begraafplaats ligt aan de Route Nationale 17.
Er ligt in de omgeving veel bos.

## Aardrijkskunde
De oppervlakte van Orry-la-Ville bedroeg 12,1 vierkante kilometer op 1 januari 2022, de bevolkingsdichtheid was toen 290,8 inwoners per km².

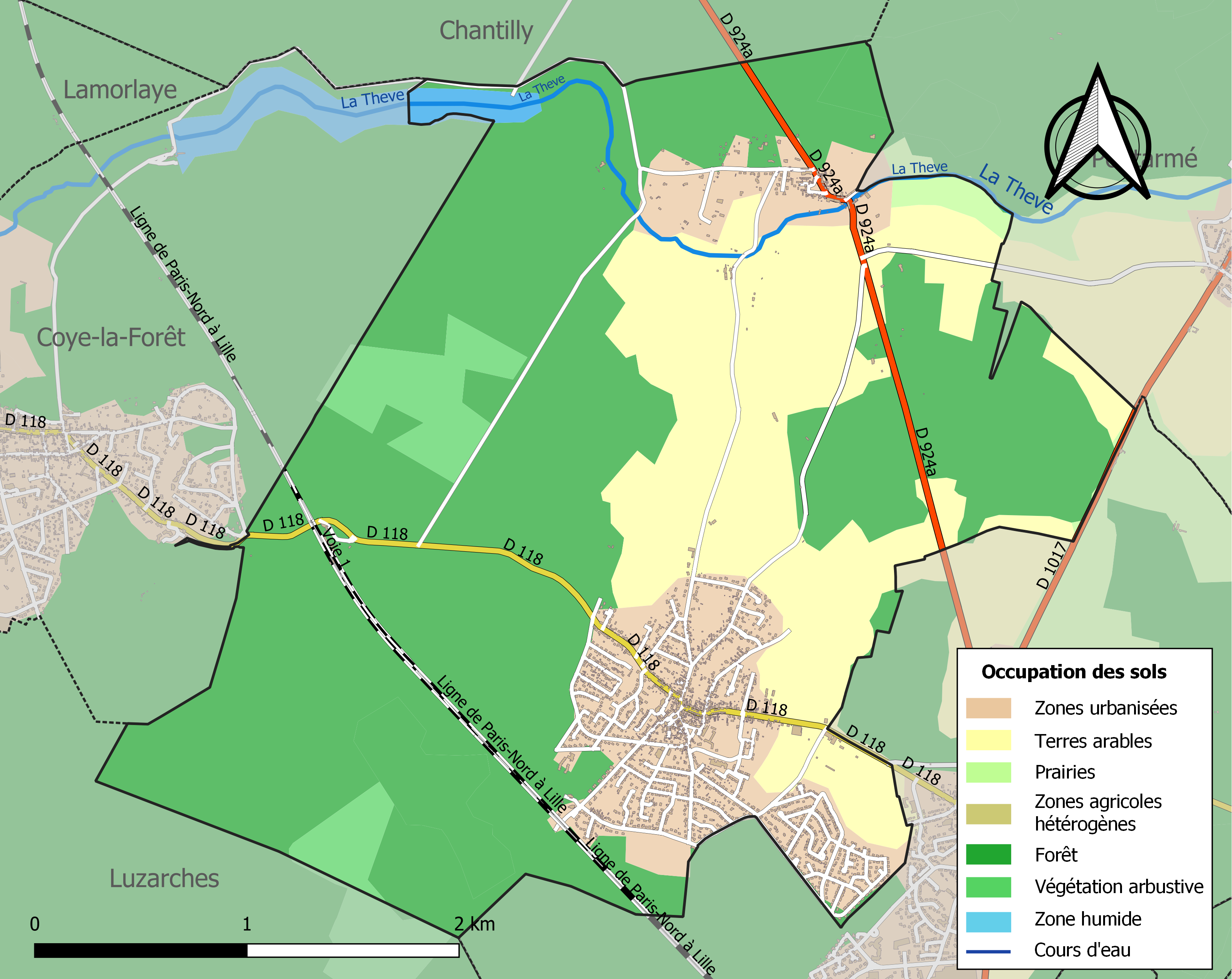
Thematische kaart

### Demografie
Orry-la-Ville telde 3.519 inwoners op 1 januari 2022. Onderstaande figuur toont het verloop van het eerdere inwonertal, bron: INSEE-tellingen. 